# Margarita Cedeño Gómez
Margarita Cedeño Gómez (Guayaquil, 1935) es una docente y política ecuatoriana, recordada como la primera mujer en ser nombrada Ministra de Estado en Ecuador.

## Biografía
Nació en 1935 en Guayaquil, provincia de Guayas. Realizó sus estudios secundarios en el Colegio Nacional Guayaquil y los superiores en la Universidad Católica de Santiago de Guayaquil, donde obtuvo el título de licenciada en trabajo social. Durante varios años trabajó como docente en la Universidad Católica, representándola en varios congresos internacionales.
En el ámbito político fue miembro del partido Concentración de Fuerzas Populares. En 1979 fue nombrada Ministra de Bienestar Social por el presidente Jaime Roldós Aguilera, convirtiéndose en la primera mujer ecuatoriana en ser designada ministra de una cartera de estado. Cinco meses después renunció al cargo y fue reemplazada por Inés Arrata.